# Emilia Schüle
Emilia Maria Schüle Unterüberbacher (Blagovéshchensk, Rusia, 28 de noviembre de 1992), conocida como Emilia Schüle, es una actriz alemana de cine y televisión, nacida en Rusia.

## Carrera
Emilia Schüle nació en 1992 en Rusia en una familia alemana. Cuando tenía un año de edad, se mudó a Berlín con sus padres. A la edad de ocho años, tomó clases de profesionales de danza moderna, street dance y ballet.
Después de su participación en el taller Talents Getting Started en 2005, apareció en varios comerciales para Arcor, IKEA, Clearasil y Deutsche Telekom. Posteriormente trabajó en series de televisión como Guten Morgen, Herr Grothe y Manatu – Nur die Wahrheit rettet dich donde obtuvo sus primeros papeles protagónicos. En 2008 tuvo su primer éxito en la película Freche Mädchen junto con Anke Engelke, Armin Rohde y Piet Klocke .
Su siguiente papel destacado fue en 2009 en Gangs as Sophie, junto a Wilson Gonzalez y Jimi Blue Ochsenknecht. En 2010 apareció en Rock It! y Freche Mädchen 2.

## Filmografía
- 2005: No hay nada más que
- 2006: Buenos días, señor Grothe
- 2007: Manatu - Sólo la verdad que salva
- 2008: Naughty Girls
- 2008: El hermano y la hermana
- 2008: Lucky Fritz
- 2009: Mi familia maravillosa
- 2009: 4 yoginis
- 2009: Las pandillas
- 2009: Factor 8 - El día ha llegado
- 2010: Rock It!
- 2010: Naughty Girl 2
- 2010: Cómo entrenar a tu dragón (voz)
- 2010: La Cenicienta
- 2011: La última pista - Alexandra, 17 años
- 2011: Isenhart - La caza del receptor alma
- 2012: Mann tut was Mann kann
- 2015: Boy 7 - Lara
- 2019: Treadstone - Petra
- 2019: La fábrica de sueños -Milou
- 2020: Wunderschön - Julie
- 2024: María Antonieta - María Antonieta

## Premios
- 2008 - Nominado - Mejor actriz principal joven en una película Nuevo Premio Caras

- 2010 - Nominado - Mejor actriz joven